# Simetistídeos
Simetistídeos (Simaethistidae) é uma família de insectos da ordem Lepidoptera.